# Helius micracanthus
Helius micracanthus är en tvåvingeart som beskrevs av Alexander 1945. Helius micracanthus ingår i släktet Helius och familjen småharkrankar. Inga underarter finns listade i Catalogue of Life.